# Güzelyurt (Esenyurt)
|  | Per a altres significats, vegeu «Güzelyurt». |

Güzelyurt o Haramidere és un barri d'Istanbul situat al districte d'Esenyurt. Segons el Sistema de Registre de la Població Basat en Adreces (ABPRS), el 2024 tenia 17.554 habitants. Podria ser la ubicació d'Àretes, un complex d'edificis de l'època romana d'Orient. Si fos efectivament així, el futur emperador Aleix I Comnè hi hauria passat per coordinar el seu setge de Constantinoble durant la seva presa de poder a principis del 1081.